# Colombe sportive du Dja et Lobo
Actualités
La Colombe Sportive du Dja et Lobo est un club de football camerounais du Dja-et-Lobo dans la Région du Sud, fondé en 1953.

## Historique
Les Colombes de Sangmélima sont présentes lors du premier championnat de D1 en 1961.
Il évolue en première division de la saison 1986-1987 à la saison 1993.
Promu en 2017 en championnat national, après 23 ans d'absence à ce niveau. Il termine 11e en 2017, 9e en 2018, 5e du groupe A en 2019 et 3e en 2019-2020.
Le quartier général du club est basé à Yaoundé depuis 2020.

## Palmarès
- Championnat du Cameroun : 2025
- Coupe du Cameroun : 2024